# Lysjanka
Lysjanka (in ucraino Лисянка?) è un insediamento rurale ucraino (7398 abitanti) nel distretto di Zvenyhorodka, nell'oblast' di Čerkasy. Ospita l'amministrazione della comunità territoriale di Lysjanka, una delle comunità territoriali dell'Ucraina.
Fino al 18 luglio 2020 Lysjanka è stata il centro amministrativo del distretto di Lysjanka, abolito come parte della riforma amministrativa dell'Ucraina, che ha ridotto a quattro il numero dei distretti dell'oblast' di Čerkasy. L'area del distretto di Lysjanka è stata fusa nel distretto di Zvenyhorodka.
Fino al 26 gennaio 2024 Lysjanka era classificata come insediamento di tipo urbano. Da tale data è entrata in vigore una nuova legge che ha abolito questo status e Lysjanka è stata riclassificata come insediamento rurale.